# System mikroprocesorowy
System mikroprocesorowy lub mikrosystem – system do realizacji dowolnego zadania dającego się sprowadzić do przetwarzania wektorów informacji cyfrowej. W skład takiego systemu wchodzi sprzęt elektroniczny i oprogramowanie.
Typowy system mikroprocesorowy składa się z następujących części:
- mikroprocesora,
- pamięci operacyjnej RAM,
- pamięci stałej ROM,
- układów wejścia-wyjścia,
- układów sterujących przepływem informacji między tymi elementami:
  - magistrale danych i adresowe,
  - linie odczytu MEMR (z RAM i ROM) i zapisu MEMW (do pamięci RAM),
  - linie odczytu IOR i zapisu IOW w urządzeniach wejścia-wyjścia,
- sterowników programowych,
- oprogramowania użytkowego.